# Phthiracarus inornatus
Phthiracarus inornatus är en kvalsterart som beskrevs av Wojciech Niedbała 1984. Phthiracarus inornatus ingår i släktet Phthiracarus och familjen Phthiracaridae. Inga underarter finns listade i Catalogue of Life.